# Ballyclare
Koordinaten: 54° 45′ N, 6° 0′ W

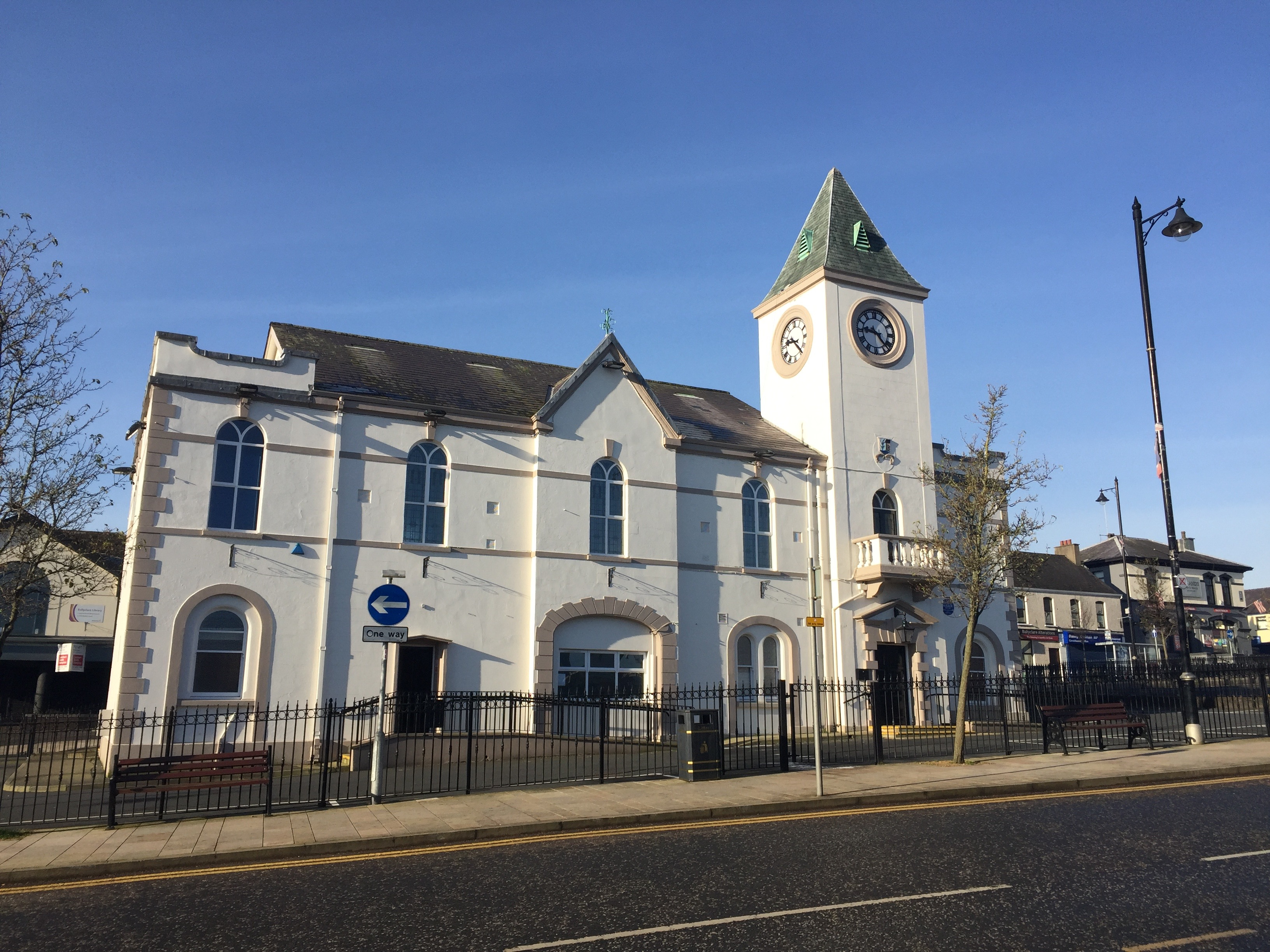
Town Hall Ballyclare (2016)

Ballyclare (irisch Bealach Cláir) ist eine kleine Stadt in der historischen Grafschaft Antrim, Nordirland. Die Stadt gehörte zum aufgelösten District Newtownabbey und gehört seit 2015 zum District Antrim and Newtownabbey.
Sie liegt im Six Mile Valley 20 km nördlich von Belfast nahe der E 01 nach Larne. Die Einwohnerzahl wurde beim Census 2011 mit 9919 Personen ermittelt und hat sich damit seit 1981 (6159 Personen) um mehr als 50 % erhöht.
Ballyclare ist bekannt für die May Fair, die jährliche Festwoche im Mai, sowie für das Forellenfischen und den Fahrrad-Versandhandel Chainreactioncycles.
Die Vorfahren von Mark Twain und Sam Houston wanderten von hier in die Neue Welt aus. Jonathan Swift predigte hier.
Ballyclare hatte im 19. Jahrhundert eine starke Papierindustrie.

## Persönlichkeiten
- James Agnew (1815–1901), australischer Politiker
- Steve Aiken (* 1962), Politiker (Ulster Unionist Party)
- Tommy Wright (* 1963), Fußballspieler
- Neil Duff (* 1972), Dartspieler
- Paddy McNair (* 1995), Fußballspieler